# Davi I de Lorri
Davi I sucedeu ao pai no trono do Reino de Lorri. Seu epíteto, Anolim ("sem terra"), é uma referência à perda temporária de suas terras sofrida depois de uma derrota pelas mãos do rei de Ani.